# Kočka pouštní
Kočka pouštní nebo také kočka písečná (Felis margarita) je jedna z nejmenších divokých kočkovitých šelem, obývá pouštní oblasti severní Afriky a Blízkého východu.

## Vzhled
- Hmotnost: 1,4–3,4 kg
- Délka: 39–57 cm + 23–31 cm ocas[2]
- Výška: 24–30 cm

Kočka pouštní se od kočky domácí kromě velikosti odlišuje nápadně širokou hlavou a velkými ušními boltci. Má kulaté tělo a krátké končetiny. Srst je měkká, hustá, jednotvárně pískově nebo šedě zbarvená. Na končetinách a ocasu může být naznačené mourování, záleží na poddruhu. Špička ocasu je černá. Mezi prstními polštářky jí vyrůstá hustá, hrubá, černá srst, která zabraňuje tomu, aby se kočka bořila do písku.

## Rozšíření
Kočka písečná se vyskytuje v aridních oblastech severní Afriky a Blízkého východu, v Alžírsku, Egyptě, Libyi, Maroku, prakticky na celém Arabském poloostrově, v Izraeli, Jordánsku, Íránu, Iráku, její areál zasahuje přes Afghánistán až do Pákistánu.
V Africe se vyskytuje i v Čadu a Nigeru. Její populace je ale rozdělena do pěti oddělených míst výskytu, dvě jsou v Africe, jedna je na Arabském poloostrově, jedna má centrum v Pákistánu a poslední je v okolí Kaspického moře.
Jestli byl někdy areál kočky písečné jednotný, není jisté. Nicméně, vzhledem k obtížnosti najít kočku písečnou v jejím přirozeném prostředí, je možné, že kočky žijí i na mnoha místech, kde jejich výskyt není potvrzen.
Kočka písečná žije v písečných nebo kamenitých pouštích, vyhýbá se oblastem s utuženou půdou. Žije také v pouštních horských oblastech.

## Biologie
Kromě doby páření žijí samotářsky. Není zcela jasné, jakým způsobem v přírodě naleznou partnera k páření, neboť žijí roztroušeně, jejich teritorium může mít rozlohu až 16 km². V době páření vydávají štěkavé zvuky, ty zřejmě slouží k přilákání opačného pohlaví.
V zajetí se páří i vícekrát ročně. Saharské populace se páří od ledna do dubna, v Turkmenistánu se kočky páří v dubnu, v Pákistánu od září do října. Březost trvá 59–67 dní, pak se rodí 1–8 koťat, průměrně 3–4. Koťata sexuálně dospívají v 9–14 měsících věku. Mladí jedinci mají velkou úmrtnost, až 41%. V zajetí se kočka písečná dožívá až 13 let.
Kočka písečná je aktivní v noci. Přes den se skrývá ve vyhrabaných doupatech. Jedna kočka může mít i více takových nor. Vzácně je pozorována, jak přes den leží na zádech před doupětem. Má výborně vyvinutý čich a zejména sluch, který používá při lovu. Dokáže slyšet svou kořist pod vrstvou písku, následně ji vyhrabe. Její hlavní kořistí je pískomil, loví také hmyz, ještěrky a ptáky, někdy i drůbež. Dokáže ulovit také jedovaté hady, které nejprve omráčí úderem tlapky. V podstatě je to oportunista, který nevynechá žádnou příležitost jak se v poušti nasytit. Kořist je pro ní také hlavním zdrojem vody.
Kočka písečná není moc dobrý běžec nebo skokan, ale výborně hrabe. Její drápy nejsou tak ostré jako u jiných koček, protože v poušti není příliš příležitostí si je nabrousit.
Jejími přirozenými nepřáteli jsou šakali, draví ptáci, sovy a jedovatí hadi.

## Početní stavy
Kočka písečná se velmi špatně pozoruje v přírodě. Téměř nezanechává stopy v písku, zbarvení srsti ji činí neviditelnou. Je o ní známo, že při oslnění baterkou zavírá oči, takže nejsou vidět ani odlesky jejích očí.
Jako jedna z mála kočkovitých šelem není ohrožována úbytkem svého přirozeného prostředí. Místní obyvatelstvo ji nezabíjí, navzdory tomu, že někdy loví i domácí ptáky. Kočka pouštní totiž údajně dělala společnost proroku Mohamedovi, a to ji chrání. Je ale ohrožována lovem za účelem prodeje do soukromých zoo. Důsledek válek v oblasti jejího výskytu na populaci písečných koček je neznámý. IUCN odhaduje její početní stavy na 5000 dospělých jedinců. Jak již bylo zmíněno, zjišťování stavu populací je velmi obtížné, ne-li nemožné.
Kočka písečná je zapsána v příloze CITES 2.
V Česku je chována např. v ZOO Brno a ZOO Jihlava.

## Galerie

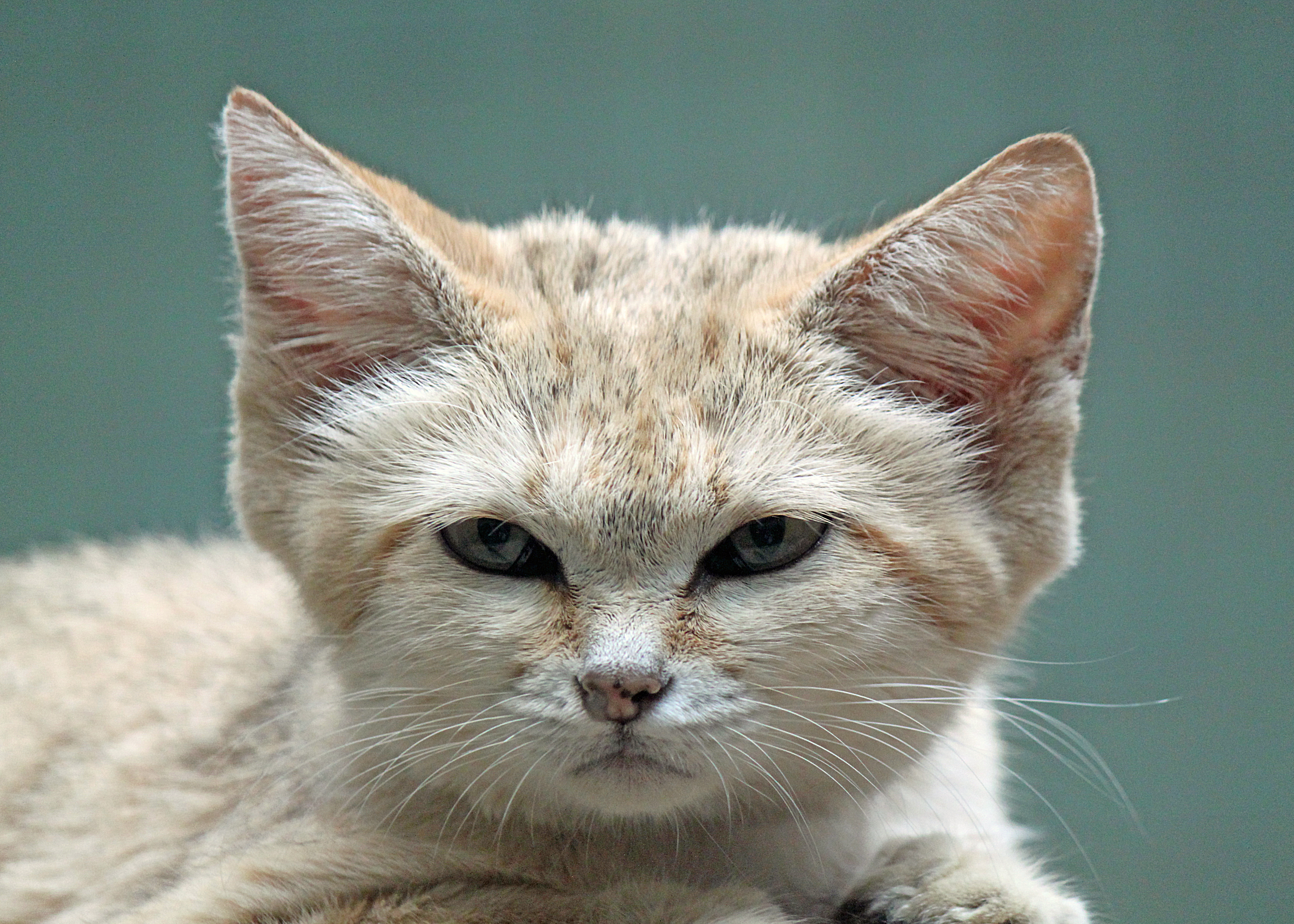
Detail hlavy
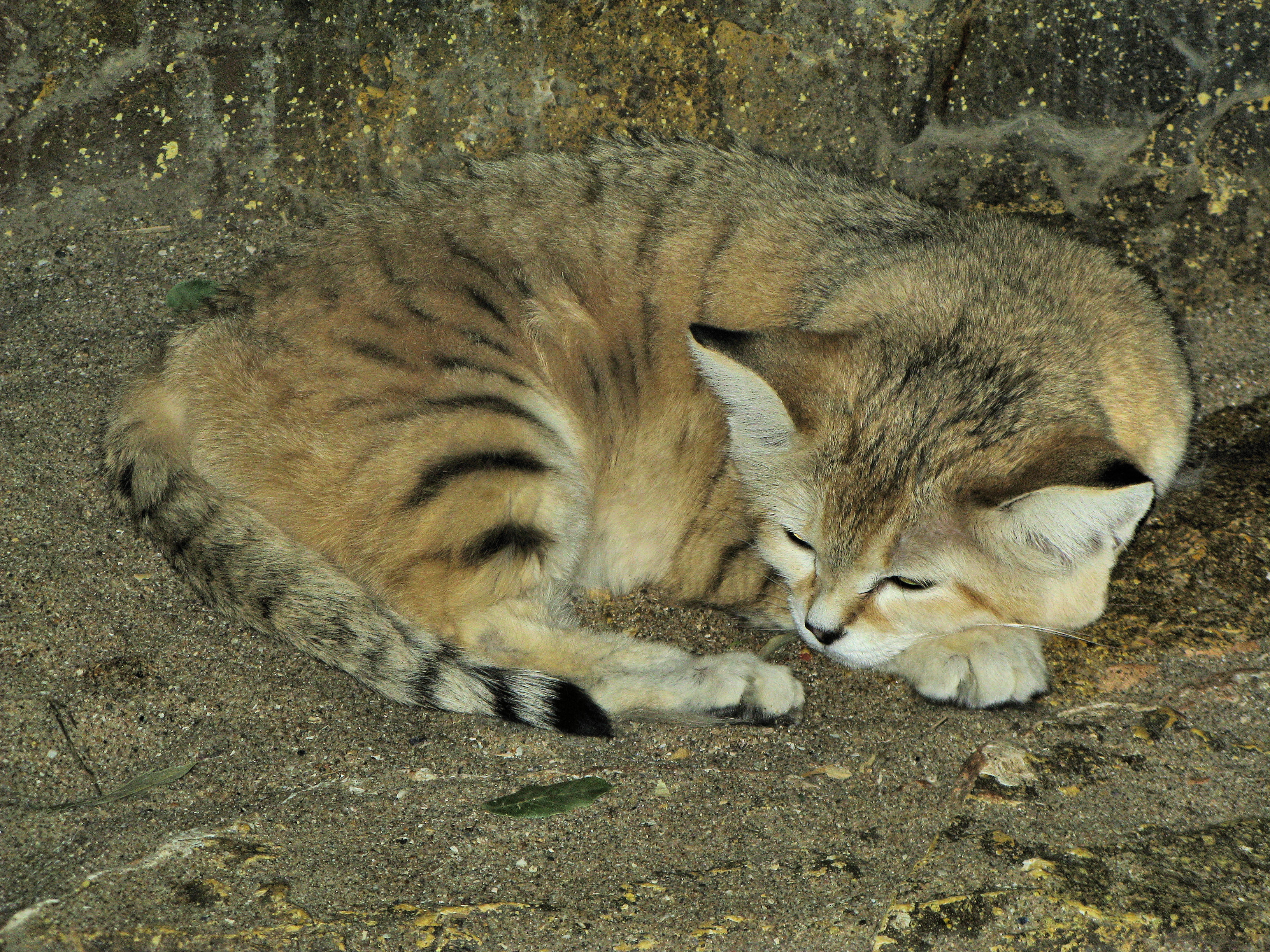
Kočka pouštní v zoo v Bristolu
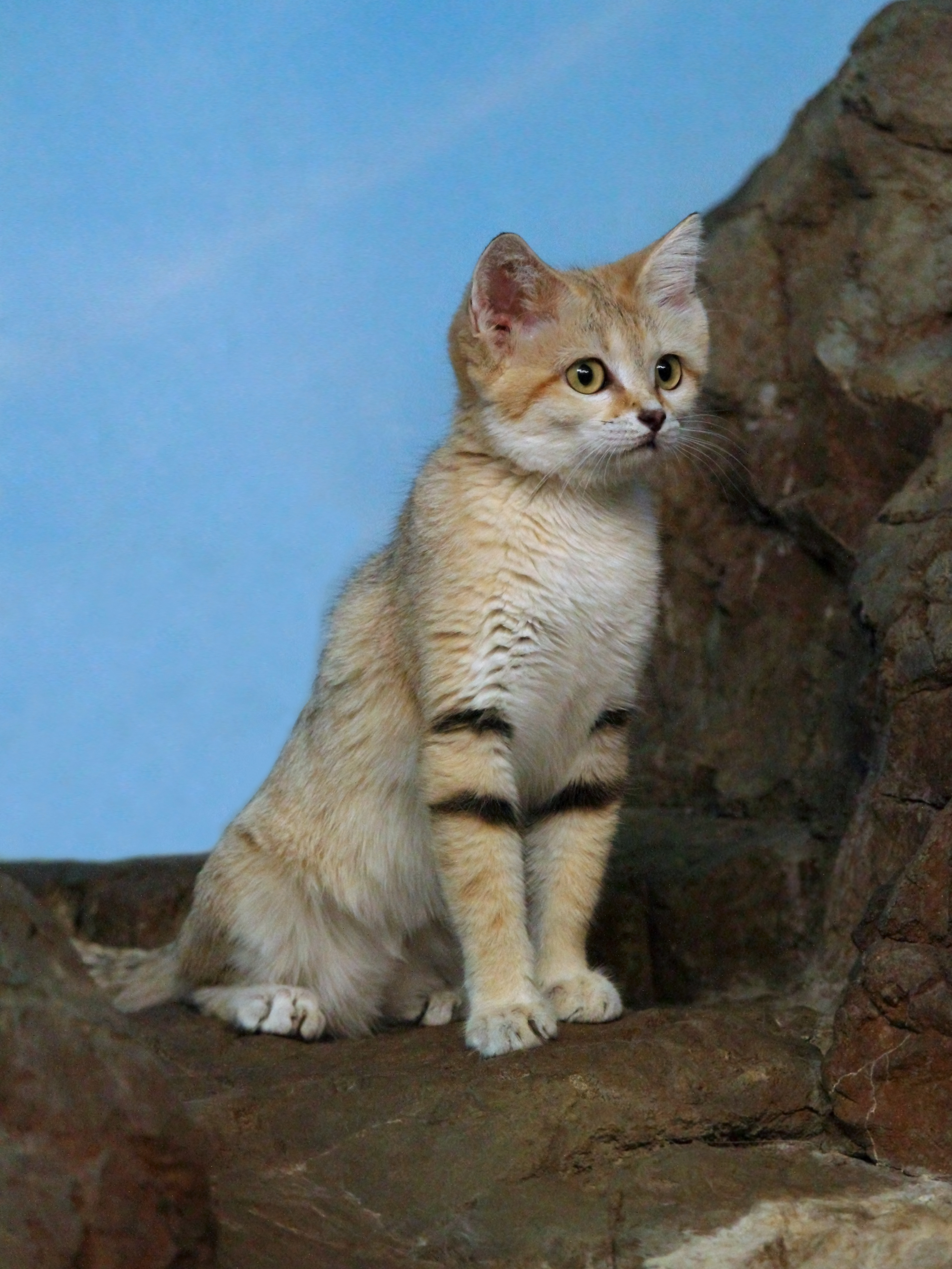
Kočka pouštní v zoo v Cincinnati
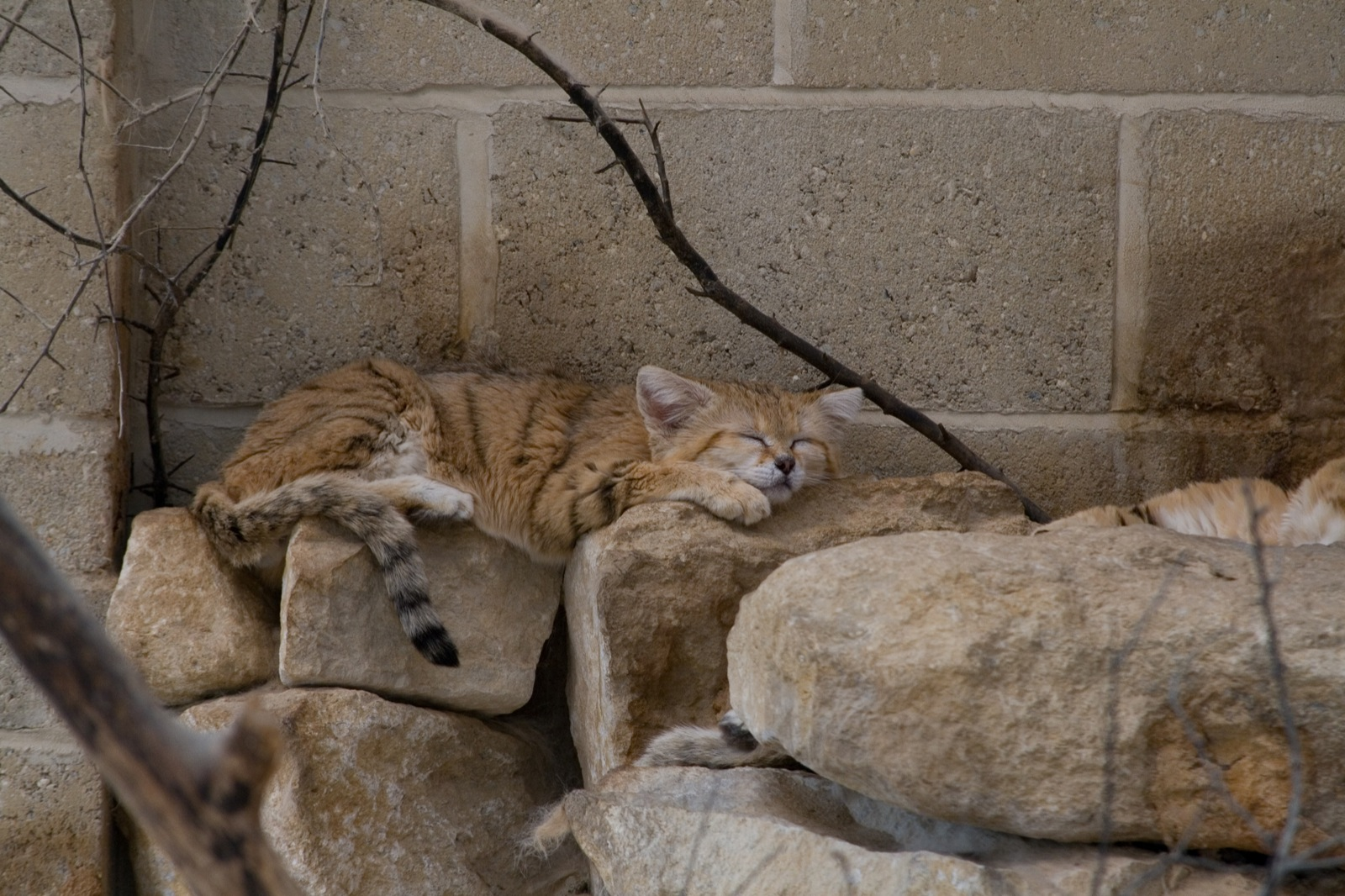
F. s. harrisoni
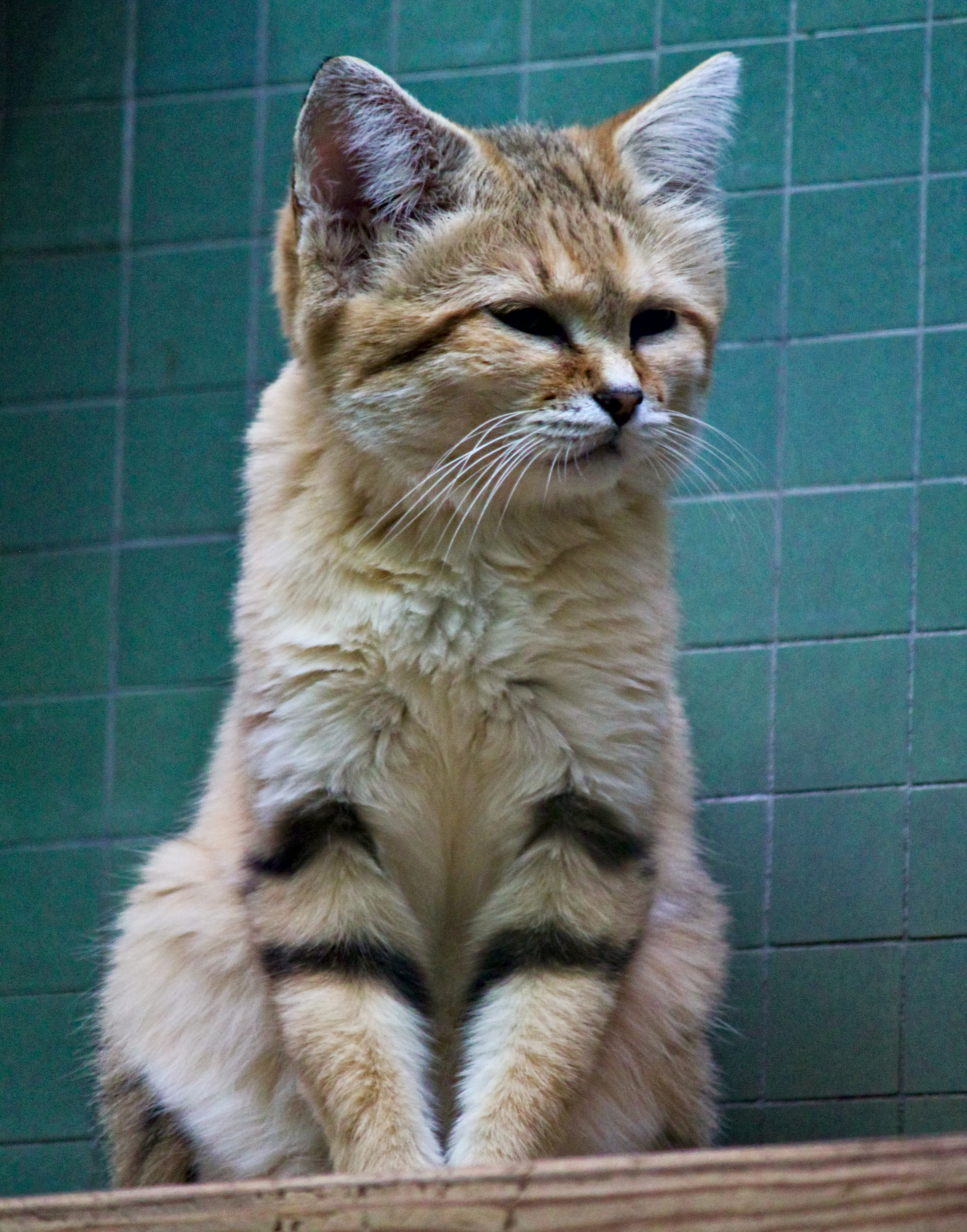
Kočka pouštní v ZOO Brno